# 威州 (金朝)
威州，金朝时设置的州。
元朝时，威州属洺磁路、广平路。至正年间，州治洺水县省入州。明朝洪武初年，广平路改为广平府。洪武二年（1369年）四月，威州降为威县。